# Rando Ayamine
Rando Ayamine (綾峰欄人, Ayamine Rando, nascut en 1974) és un mangaka japonès més conegut per dibuixar la sèrie Get Backers. Abans d'açò, fou assistent de Tohru Fujisawa, ajudant-lo a dibuixar GTO. Inclús després de començar Get Backers, freqüentment manllevava a Fujisawa alguns assistents per acabar els terminis límits de la serialització de Get Backers. Fins i tot va caure malalt durant la serialització de Get Backers perquè es trenca el coll de tan ràpid que publicava (normalment, un tankubon era publicat cada 2 mesos. L'interval més llarg fou de 4 mesos, entre els volums 15 i 16).
Els mangakes Atsushi Ohkubo i Yuji Terajima, han treballat com assistents d'Ayamine. Actualment, ha començat un nou manga dit Holy Talker.